# 15 de agosto na Igreja Ortodoxa
Esta página trata das comemorações relativas ao dia 15 de agosto no ano litúrgico ortodoxo.
Todas as comemorações fixas abaixo são comemoradas no dia 28 de agosto pelas igrejas ortodoxas sob o Velho Calendário. No dia 15 de agosto do calendário civil, as igrejas sob o Velho Calendário celebram as comemorações listadas no dia 2 de agosto.

## Festas

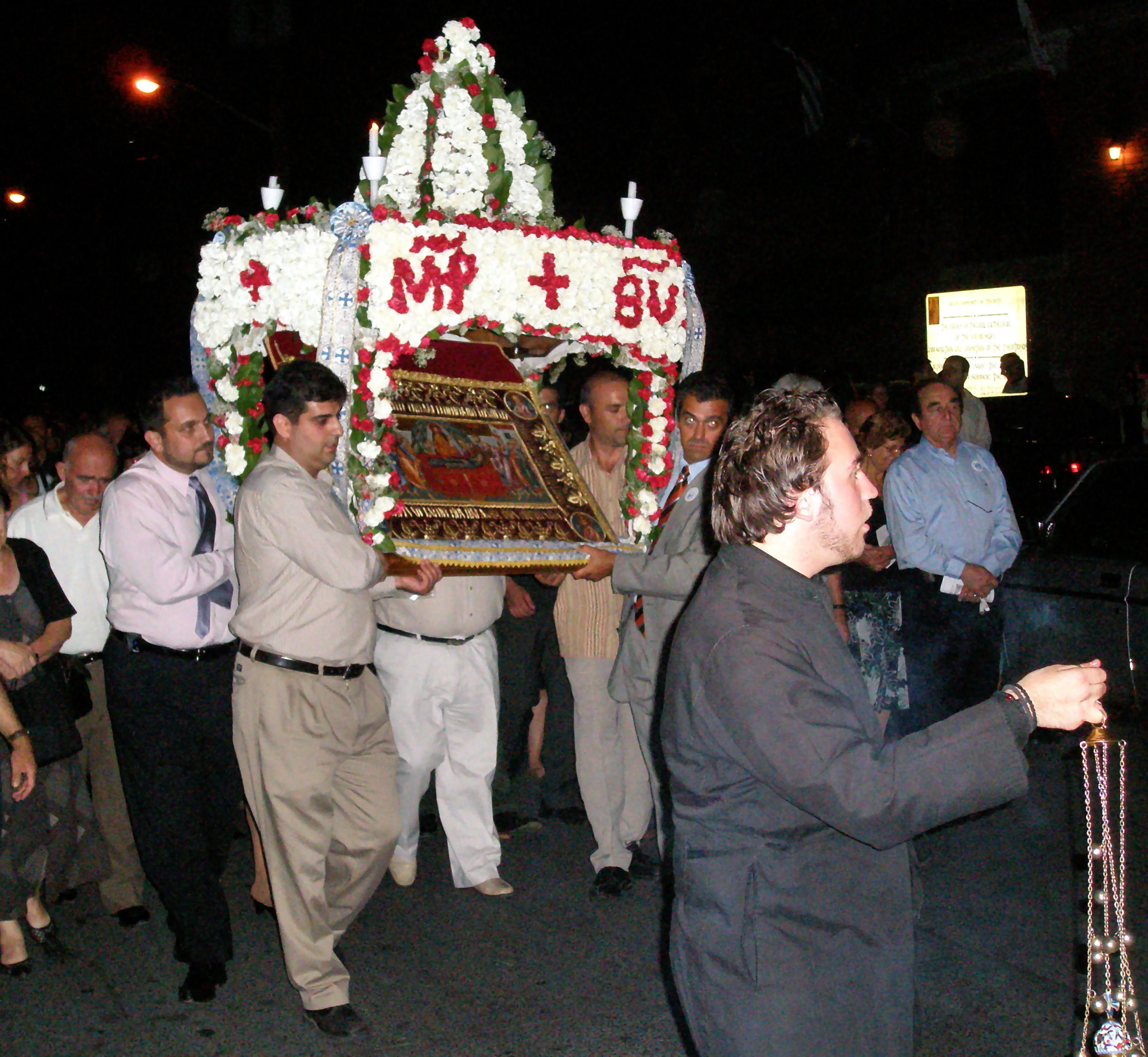
Procissão do Epitáfio da Mãe de Deus na Catedral Ortodoxa Grega da Anunciação da Virgem Maria, em Toronto, Canadá.

- A Dormição de Nossa Santíssima Mãe de Deus e Sempre-Virgem Maria.[1][2][3]

## Santos
- Mártir Tarcísio, em Roma (c. 253-260)[4][5][6]
- Santo Alípio de Tagaste, discípulo de Santo Agostinho e Bispo de Tagaste (c. 430)[4][5]
- Santo Alfredo de Hildesheim (874)[4]
- Santo Arduíno (1009)[4]
- Venerável Macário o Romano, Abade de origem italiana convertido à Igreja Ortodoxa Russa (1550)[2][7][8]
- São Cárito de Novgorod (século XVI), discípulo de Venerável Macário o Romano.[2][8]
- Novo Hieromártir Cristo, hieromonge de Janina (c. 1770)[2][9]
- Santo Estêvão, Ancião, de Vyatka (1890)[2][9]
- Novo Hieromártir André Voliansky (1919)[9]
- Novo Hieromártir Paulo Szwajko, e sua esposa a Nova Mártir Joana, de Grabowiec, hoje no Condado de Zamość (1943)[2][9][10]

## Outras comemorações
- Ícones da Mãe de Deus:[8][11][2]
  - Atskurskaya (século I)
  - Tsilkani (século IV)
  - Vladimir-Rostov (século XII)
  - Mozdok (século XIII)
  - Gaenatskaya (século XIII)
  - Chukhlom (século XIV)
  - Surdyeg (1530)
  - Tupichev (século XVII)
  - Blachernae (Geórgia)
  - Diasozousa
  - Chajnicke

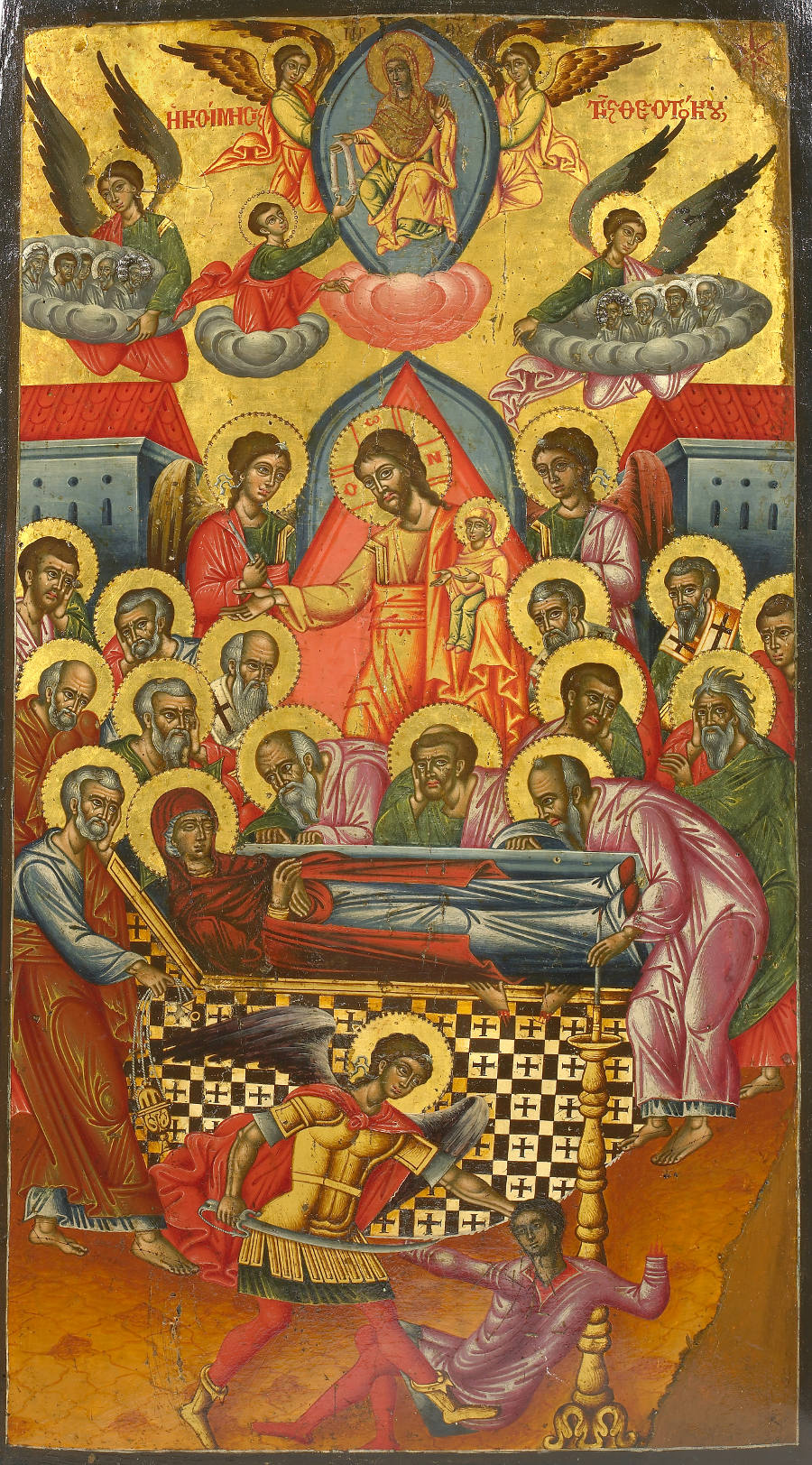
Ícone da Dormição pintado por volta de 1800 na Macedônia.

- Milagre da Mãe de Deus no Cerco de Constantinopla (718)[12]
- Ícones da Dormição da Mãe de Deus:
  - Cavernas de Kiev (1073)[13]
  - Ovinov (1425)[14]
  - Cavernas de Pskov (1472)[15]
  - Semigorodnaya (século XV)[16]
  - Pyukhtitsa (16th century);
  - Sete Cidades
  - Bakhchisarai
- Repouso do Ancião Arsênio de Murom, amigo de São Serafim de Sarov (1851)[2]
- Repouso do Arquimandrita Hiero, fundador de Nova Athos (1912)[2]
- Repouso do Ancião José Hesicasta (1959)[2][17]
- Repouso do Abençoado Jorge Lazar de Văratec, perto de Târgu Neamţ (1916)[2]
- Repouso da Abadessa Rufina de Harbin e Xangai (1937)[2][18][19]
- Ícone de Sophia, a Sabedoria de Deus[9][11][20]